# Medalha Holley
A Medalha Holley (em inglês:  Holley Medal) é uma premiação da Sociedade dos Engenheiros Mecânicos dos Estados Unidos (American Society of Mechanical Engineers - ASME) por "atos notáveis e únicos de natureza de engenharia, realizando um benefício público notável e oportuno por um ou mais indivíduos para uma única conquista, desde que as contribuições sejam iguais ou comparáveis".
O prêmio foi estabelecido em 1924 em homenagem ao engenheiro mecânico estadunidense, inventor e membro fundador da ASME Alexander Lyman Holley (1832-1888).

## Recipientes[1]
- 1924 Hjalmar Gotfried Carlson
- 1928 Elmer Ambrose Sperry
- 1930 Baron Chuza-buro Shiba [2]
- 1934 Irving Langmuir
- 1936 Henry Ford
- 1937 Frederick Gardner Cottrell
- 1938 Francis Hodgkinson
- 1939 Carl Edvard Johansson
- 1940 Edwin Armstrong
- 1941 John Garand
- 1942 Ernest Lawrence
- 1943 Vannevar Bush
- 1944 Carl Norden
- 1945Sanford Alexander Moss
- 1946 Norman Gibson[3]
- 1947 Raymond D. Johnson
- 1948 Edwin Land
- 1950 Charles Gordon Curtis
- 1951 George R. Fink[4]
- 1952 Sanford Lockwood Cluett
- 1953 Philip M. McKenna
- 1954 Walter A. Shewhart
- 1955 George J. Hood[5]
- 1957 Charles Stark Draper
- 1959 Col. Maurice J. Fletcher
- 1961 Thomas Elmer Moon
- 1963 William Bradford Shockley
- 1968 Chester Carlson
- 1973 Harold Eugene Edgerton, Kenneth J. Germeshausen [6]
- 1975 George M. Grover[7]
- 1976 Emmett Leith, Juris Upatnieks
- 1977 J. David Margerum
- 1979 Bruce G. Collipp, Douwe de Vries[8]
- 1980 Soichiro Honda
- 1982 Jack Kilby
- 1985 John Vincent Atanasoff
- 1986 Wilson Greatbatch
- 1987 Robert J. Moffat
- 1988 Vernon D. Roosa
- 1989 Jack S. Kilby, Jerry D. Merryman, James H. Van Tassel
- 1990 Roy Plunkett
- 1991 James R. Thompson
- 1994 Dominick Danna, Richard W. Newman, William C. Moore
- 1996 Bernard J. Miller
- 1998 Donna Shirley
- 2001 Heinz Erzberger
- 2005 James D. Walker
- 2008 David G. Lilley
- 2010 Ashwani K. Gupta